# Сімадзу Йосіхіро
Шімадзу Йошіхіро (яп. 島津義弘, しまづよしひろ; 21 серпня 1535 — 30 серпня 1619) — японський політичний діяч, військовик періоду Сенґоку. 17-й голова самурайського роду Шімадзу. Учасник японських вторгнень в Корею 1592 — 1598 років. Прізвисько — «чорт Шімадзу».

## Короткі відомості
Шімадзу Йошіхіро народився 21 серпня 1535 року в містечку Каґошімі, в родині Шімадзу Такахіси, володаря південнояпонської провінції Сацума. Його старшим братом був полководець Шімадзу Йосіхіса.
1554 року Йошіхіро отримав «бойове хрещення» в битві із родом Камо, після чого був призначений господарем замку Івацуруґі в провінції Осумі. В ході розширення володінь роду Шімадзу на північний схід він постійно перебував на передовій і почергово контролював фортеці Обі та Іїно провінції Хюґа. 1568 року Йошіхіро керував захопленням замку Маґосі, а 1571 брав участь в бою при Хонтінбару. 1572 року, керуючи трьома сотнями самураїв, він ущент розгромив 3-тисячну армію роду Іто в битві при Кідзакібару, яка закріпила права Шімадзу на володіння провінцією Осумі та південною частиною провінції Хюґа.
У 1570-1580-х роках Йошіхіро брав активну участь у підкоренні острова Кюсю, воюючи з могутніми родами Отомо та Рюдзодзі. Він захопив замки Така, Мінамата, Ока, Хорікірі та інші. Завдяки діяльності Йошіхіро майже весь острів опинився під владою Шімадзу. Однак 1587 року розпочалося завоювання Кюсю об'єднувачем Японії Тойотомі Хідейосі, в ході якого Йошіхіро та його родина капітулювали. Шімадзу визнали свою залежність від Тойотомі, а сам Йошіхіро отримав в управління провінцію Осумі.
Протягом 1592—1598 років Йошіхіро командував групою японських армій в ході війни в Кореї. Він відзначився у битві при Сачхоні 1598 року, в якій силами 7-тисячного самурайського корпусу захищав місцеву фортецю. Впродовж місяця Йошіхіро відбив усі штурми 200-тисячної китайсько-корейської армії, поклавши під фортечними стінами 80 тисяч солдатів і офіцерів противника. За це корейці прозвали Йошіхіро «чортом Шімадзу».
1600 року Йошіхіро брав участь у битві при Секіґахарі на боці західної коаліції. Попри поразку союзників, він успішно відступив з поля бою, обравши тактику фронтального прориву. Під час прориву загони Йошіхіро втратили 70% свого особового складу, але розбили основні частини армій східної коаліції та налякали її голову Токуґаву Ієясу. За цей подвиг останній залишив Шімадзу їхні родові володіння.
За життя Йошіхіро вважався войовничим і емоційним, однак завжди поводився шляхетно. Після кожної битви він спільно ховав тіла загиблих союзників і противників, а також зводив на їхню честь поминальні пагоди. Під час корейського походу Йошіхіро вивіз з Кореї тамтешніх гончарів і заснував школу сацумської кераміки. Він був шанувальником чайної церемонії і володів чайним посудом Сена Рікю.
Шімадзу Йошіхіро помер 30 серпня 1619 року. Він похований в монастирі Фукусьодзі в місті Каґошіма.
Йосіхро вшановують як синтоїстське божество у святилищах префектури Каґошіма.